# Rumer
Rumer, pseudonimo di Sarah Joyce (Islamabad, 3 giugno 1979), è una cantautrice britannica.
Il suo nome d'arte è in onore della scrittrice Rumer Godden.
La sua voce è comparata a quella di Karen Carpenter. In seguito alla pubblicazione dell'album di debutto, Seasons of My Soul, che ha venduto oltre 500 000 copie nel Regno Unito, Rumer è stata nominata ai BRIT Awards il 13 gennaio 2011.

## Biografia
Nata a Islamabad, in Pakistan, Rumer ha cominciato la sua carriera nella band folk/indie londinese La Honda col nome di Sarah Prentice, tra il 2000 e il 2001. Il suo album di debutto, intitolato Seasons of My Soul, è stato pubblicato il 1º novembre 2010 ed è stato prodotto da Steve Brown. È preceduto dai singoli Slow e Aretha, pubblicati, come l'album, dall'etichetta discografica Atlantic. È stata in tour col cantante statunitense Joshua Radin e con Jools Holland nel 2010.

## Discografia

### Album in studio
- 2010 – Seasons of My Soul
- 2012 – Boys Don't Cry
- 2014 – Into Colour
- 2016 – This Girl's in Love: A Bacharach and David Songbook

### Singoli
- 2007 – Remember
- 2010 – Slow
- 2010 – Aretha
- 2011 – Am I Forgiven
- 2011 – I Believe in You
- 2011 – I Wanna Roo You
- 2012 – P.F. Sloan
- 2012 – Sara Smile
- 2014 – Dangerous
- 2014 – Reach Out